# Rules of Engagement (TV-serie)
Rules of Engagement är en amerikansk situationskomedi skapad av Tom Hertz. Serien handlar om två par och deras singelvän och deras problem med att dejta, binda sig och att gifta sig. De två paren är i olika delar i sina förhållanden det unga och nyförälskade paret som spelas av Oliver Hudson respektive Bianca Kajlich och paret med ett långt förhållande spelas av Patrick Warburton och Megyn Price. Deras gemensamma singelvän spelas av David Spade.
1. ↑  hämtat från: tyskspråkiga Wikipedia.[källa från Wikidata]